# La carne rebelde
La carne rebelde (The Rebel Flesh) es el quinto episodio de la sexta temporada moderna de la serie británica de ciencia ficción Doctor Who, emitido originalmente el 21 de mayo de 2011. Es la primera parte de una historia en dos episodios que concluye con Las casi personas.

## Argumento
La TARDIS se ve atrapada en las primeras olas de un "tsunami solar", y se materializa en la Tierra en el siglo XXII. El Doctor, Amy Pond y Rory Williams se encuentran en una isla remota, donde hay una fábrica instalada en un antiguo monasterio de la Edad Media, y de donde se extrae un ácido corrosivo. Los trabajadores de la fábrica usan una especia de fluido autoreplicante que llaman la Carne, a partir de la cual crean duplicados de sí mismos que manejan por control remoto como avatares. Los trabajadores usan los avatares para las tareas más peligrosas, operando en los entornos más dañinos de la fábrica usando los cuerpos desechables. El Doctor, inicialmente fingiendo ser un meteorólogo gracias al papel psíquico, teme que la peor parte del tsunami solar golpee a la fábrica pronto. La misma es alimentada con energía solar, por lo que todos están en peligro allí. Les ofrece refugio en la TARDIS, pero la capataz, Miranda Cleaves, se niega a cerrar la fábrica hasta recibir órdenes de la central. Cuando comienza la tormenta solar, el Doctor corre para desconectar el alimentador solar, pero una corriente eléctrica alcanza al castillo, tirando al Doctor por la torre y dejando a todo el mundo inconsciente.
Cuando todos despiertan, se encuentran fuera de las camillas de control remoto y no hay señal de los avatares. Sin embargo, sus posesiones personales han desaparecido, y la TARDIS se ha hundido en el suelo lleno de ácido. El Doctor explica que deben haber estado inconscientes más de una hora, y que los avatares han adquirido vida propia. Pronto descubren que dos de los avatares están entre ellos, fingiendo ser Cleaves y Jennifer, cuando los dos se descubren adquiriendo un color de piel blanco. Jennifer también muestra la habilidad de contorsionar y estrechar su cuerpo mucho más allá de los límites humanos. El avatar de Jennifer se esfuerza por adaptarse a su nueva identidad, y traba amistad con Rory, que ha empezado a mostrar un lazo emocional hacia ella. El avatar de Cleaves, en secreto conspira con los otros avatares para intentar matar a sus originales humanos, ya que estos están planeando matar a sus avatares. EL Doctor intenta mediar entre ambas facciones pero falla cuando la Cleaves humana mata a uno de los avatares con una descarga eléctrica. Los avatares planean un ataque y el Doctor acusa a Cleave de asesinar a un ser vivo, algo que Cleaves se niega a reconocer. El avatar de Jennifer busca a su versión humana para matarla. El Doctor decide que el lugar más seguro de un monasterio es la capilla, y todos van hacia allí. Los avatares, con trajes de protección antiácido, se dirigen hacia allí. Rory responde al sonido del grito de Jennifer separándose del grupo contra la voluntad de Amy. En la capilla, Amy y el Doctor descubren una versión avatar del Doctor...

### Continuidad
La "mujer del parche en el ojo" vuelve a aparecerse a Amy brevemente, de forma similar a como en El día de la luna y La maldición del punto negro. Su identidad y la razón de las apariciones se comenzarán a revelar por fin en Las casi personas, y tendrá un papel fundamental en Un hombre bueno va a la guerra y La boda de River Song.

## Producción
Matthew Graham originalmente iba a escribir un episodio individual para la anterior temporada, pero se retiró porque no tenía tiempo suficiente para escribir el guion. Después recibió un mensaje de correo electrónico del show runner Steven Moffat, que le pidió escribir para la siguiente temporada, y aceptó. Cuando se encontraron, Moffat le dijo que quería que los episodios dirigieran hacia el final de la primera parte de la temporada y que debería tratar de "avatares que se rebelan". Al principio preocupado porque esto se pareciera demasiado a la película Avatar, Graham creó a la Carne. Graham quería que los avatares asustaran, pero que no fueran monstruos "que quisieran conquistar el mundo porque sí". Quería que la audiencia pudiera identificarse con ellos, ya que eran humanos que merecían unos derechos. Moffat sugirió que los avatares trabajaran en una fábrica, e intentando hacerla diferente a otras fábricas anteriores de la serie, Graham propuso ambientar la historia en un monasterio, una idea que Moffat aprobó con entusiasmo. El monasterio se inspiró en la película El nombre de la rosa, mientras los avatares se inspiraron en La cosa: Graham describió la historia como La cosa en el contexto de El nombre de la rosa.
En los primeros borradores del guion, había "tantas copias de gente corriendo por el lugar" que la historia se hacía confusa, así que Graham y el equipo de producción trabajaron para hacerla más racional. El episodio también contiene una subtrama en la que Rory ayuda y protege a Jennifer, que está asustada y afectada por los avatares, lo que proporcionó un giro en la relación entre Amy y Rory. A Karen Gillan le encantó ese giro. Amy había tenido siempre a Rory "comiendo de su mano" y se mostró un nuevo aspecto del personaje cuando ella experimentó el mismo sentimiento que Rory sintió cuando ella parecía interesada en el Doctor. Arthur Darvill también pensó que le dio a Rory la oportunidad de "hacerse un hombre" y convertirse en un héroe protegiendo a otra persona.

## Emisión y recepción
El episodio tuvo una audiencia nocturna de 5,7 millones de espectadores y un share de 29,3%. Cuando se calculó la medición definitiva, fue de 7,35 millones de espectadores, siendo el sexto programa más visto de la semana en BBC One. La puntuación de apreciación fue de 85, considerada "excelente".
La carne rebelde recibió generalmente una respuesta positiva de la crítica. Dan Martin de The Guardian dijo que La carne rebelde "es particularmente satisfactoria", aunque parezca que no ha ocurrido mucho por ser la primera parte de dos. Alabó el "mundo creíble" de Graham y los personajes "bien dibujados" de Cleaves, Buzzer y Jennifer. Más tarde lo clasificó como el séptimo mejor episodio de la temporada, aunque sin incluir en la lista La boda de River Song. Gavin Fuller del Daily Telegraph lo llamó "una historia de Doctor Who muy al estilo tradicional". Notó que Smith hizo una interpretación más contenida que le iba bien al ambiente del episodio, y también alabó las ventajas obtenidas del rodaje en el monasterio. Patrick Mulkern de Radio Times consideró el episodio una mejora respecto a la anterior historia de Graham, Temedla, aunque "falló en gustarle". En contraste con Martin, Mulkern dijo que los personajes de Graham no "mostraban muchos signos de vida aún" con la excepción de Jennifer que era "marginalmente simpática".
Matt Risley de IGN le dio al episodio un 8 sobre 10, diciendo que desarrolló "un sólido y tradicional cuento Whovian, eso sí, uno de los mejores", aunque "no era nada rompedor" todavía. Siguió alabando al reparto de apoyo que "logró vender tanto a sus originales humanos como a sus versiones avatar progresivamente más enloquecidas", así como el escenario. Sin embargo, cuestionó la voluntad de Rory de proteger a Jennifer, al pensar que habría aprendido de sus experiencias con la muerte a tener más cuidado". Morgan Jeffery de Digital Spy le dio al episodio 4 estrellas sobre 5, diciendo que La carne rebelde alcanza un balance satisfactorio entre humor y terror" en el comienzo. Alabó a Graham por aprovechar la estructura en dos partes para usar el tiempo extra para explorar los personajes y los temas, y pensó que el punto fuerte del episodio fueron las escenas de Rory con Jennifer. Sin embargo, criticó los efectos especiales de algunas escenas (aunque calificó las prótesis de los avatares de "impresionantes"), así como el final por acabar en un cliffhanger decepcionante que "se veía venir claramente a lo largo de todo el episodio".
Richard Edwards de SFX le dio al episodio 4 estrellas sobre 5, diciendo que "tiene una apariencia fantástica" y alabó la elección de la abadía como fábrica, lo que apartó "el cliché de usar una ambientación industrial futurista inmediatamente, e hizo pensar que se estaba viendo algo nuevo". Como Jeffery, dijo que los efectos visuales fueron "generalmente bastante buenos" pero criticó los efectos informáticos para mostras las habilidades especiales de Jennifer. Keith Phipps de The A.V. Club le dio un notable y lo calificó como "sólo un episodio bastante bueno". Su queja fue que "se sintió verdaderamente como la mitad de una historia mientras que otras historias en dos episodios no lo hacían", aunque dijo que logró plantar brotes intrigantes para la conclusión.